# Juan II de Bretaña
Juan II de Bretaña (en bretón: Yann II; en francés Jean II de Dreux) (1239 – 18 de noviembre de 1305) fue Duque de Bretaña desde 1286 
hasta 1305. Era hijo de Juan I de Bretaña y Blanca de Navarra.
El 22 de enero de 1260, Juan se casó con Beatriz de Inglaterra, hija del Rey Enrique III de Inglaterra y de su esposa Leonor de Provenza. Tuvieron seis hijos:
- Arturo II de Bretaña
- Juan de Bretaña
- María de Dreux, esposa de Guy IV de Saint-Pol (1268–1339)
- Pierre, Vizconde de Léon (1269–1312)
- Blanca de Dreux, esposa de Felipe de Artois (1271–1327)
- Leonor, Abadesa de Fontevraud-l'Abbaye (1274–1329).

Juan pereció accidentalmente durante las celebraciones por la elección del papa en 1305. Juan viajó a Lyon para asistir a la coronación papal. Durante las celebraciones, él guiaba el caballo del papa a través de la multitud. Tantos espectadores se habían amontonado sobre los tabiques laterales que uno de ellos se desmoronó y cayó sobre el duque aplastándolo. Malherido, murió cuatro días después, el 18 de noviembre. Su cuerpo fue colocado en un ataúd de plomo y enviado al Loira. Fue enterrado el 16 de diciembre en el convento carmelita que había fundado en Ploërmel.